# 幾何学的ラングランズ対応
幾何学的ラングランズ対応（きかがくてきラングランズたいおう、英: geometric Langlands correspondence）は、数学において、数論からの古典的ラングランズ対応の幾何学的再定式化である。

## 概要
古典的ラングランズ対応は、数論を表現論という数学の一分野へ関連付ける一連の結果と予想のことである。1960年代後半にロバート・ラングランズ (Robert Langlands) により定式化されたラングランズ対応は、フェルマーの最終定理を特別な場合として含む谷山・志村予想のような、数論の重要な予想に関連する。
数論における重要性にもかかわらず、数論の脈絡でのラングランズ対応の確立は、極めて困難であることが判明している。そのため、関連する予想である幾何学的ラングランズ予想を研究している数学者もいる。幾何学的ラングランズ対応は、古典的ラングランズ対応の幾何学的再定式化であり、元々のバージョンで現れる数体を函数体に置き換え、代数幾何学のテクニックを適用することによって得られる。
2007年のアントン・カプスティン(Anton Kapustin)とエドワード・ウィッテン(Edward Witten)の論文には、幾何学的ラングランズ対応とある量子場理論の性質である S-双対との間の関係が記述されている。